# Федотовка (Крым)
Федо́товка (до 1948 года Узбе́к Неме́цкий; укр. Федотівка, крымскотат. Nemse Özbek, Немсе Озьбек) — исчезнувшее село в Сакском районе Республики Крым (согласно административно-территориальному делению Украины — Автономной Республики Крым), располагавшееся на севере района, в степной части Крыма, примерно в 2,5 километрах северо-западнее современного села Лушино.

## История
Согласно энциклопедическому словарю «Немцы России», немецкое лютеранское село Дейч-Узбек, или Узбек Немецкий, было основано на 700 десятинах земли в Агайской волости Евпаторийского уезда в 1895 году. В 1905 году в нём числилось 27 жителей. На 1914 год в селении действовала лютеранская школа грамотности. По Статистическому справочнику Таврической губернии. Ч.II-я. Статистический очерк, выпуск пятый Евпаторийский уезд, 1915 год, в деревне Узбек немецкий Агайской волости Евпаторийского уезда числилось 7 дворов с немецким населением (4 двора с землёй, 3 — безземельные) в количестве 23 человек приписных жителей и 7 — «посторонних», из которых 15 мужчин и 15 женщин. Жители владели 700 десятинами удобной земли. В хозяйствах имелось 36 лошадей, 8 коров и 26 голов мелкого скота. Согласно списку 1915 года «…русских подданных из австрийских, венгерских или германских выходцев» землевладельцев, опубликованном в газете «Таврические губернские ведомости» в апреле 1915 года, при деревне Узбек значились братья Аберле: Иоган и Вильгельм Петровичи, имевшие 500 десятин земли и Генрих Петрович — 200 дес.. Бенц Генрих Христианович владел 300 десятинами.
После установления в Крыму Советской власти, по постановлению Крымревкома от 8 января 1921 года № 206 «Об изменении административных границ», была упразднена волостная система и село вошло в состав Евпаторийского района Евпаторийского уезда, а в 1922 году уезды получили название округов. 11 октября 1923 года, согласно постановлению ВЦИК, в административное деление Крымской АССР были внесены изменения, в результате которых округа были отменены и произошло укрупнение районов — территорию округа включили в Евпаторийский район. Согласно Списку населённых пунктов Крымской АССР по Всесоюзной переписи 17 декабря 1926 года, в селе Узбек (немецкий), Джелалского сельсовета Евпаторийского района, числилось 19 дворов, все крестьянские, население составляло 71 человек, из них 69 немцев и 2 русских. После создания 15 сентября 1931 года еврейского национального района (лишённого статуса национального постановлением Оргбюро ЦК КПСС от 20 февраля 1939 года) Фрайдорфского района (переименованного в 1944 году в Новосёловский), село включили в его состав. Вскоре после начала Великой Отечественной войны, 18 августа 1941 года крымские немцы были выселены, сначала в Ставропольский край, а затем в Сибирь и северный Казахстан.
С 25 июня 1946 года село в составе Крымской области РСФСР. Указом Президиума Верховного Совета РСФСР от 18 мая 1948 года, Узбек Немецкий переименовали в Федотовку. 25 июля 1953 года Новосёловский район был упразднён и село включили в состав Сакского района. 26 апреля 1954 года Крымская область была передана из состава РСФСР в состав УССР. Федотовка ликвидирована до 1960 года, поскольку в «Справочнике административно-территориального деления Крымской области на 15 июня 1960 года» селение уже не значилось (согласно справочнику «Крымская область. Административно-территориальное деление на 1 января 1968 года» — в период с 1954 по 1968 годы как село Кольцовского сельсовета).